# Древнеегипетская керамика
Керамика Древнего Египта — изделия из обожженной глины, созданные в Древнем Египте.
Керамика была известна на территории Египта по меньшей мере с VI—V тысячелетия до н. э., то есть, с эпохи неолита, что делает Египет одним из первых мест в мире, где зародился данный вид ремесла. В дальнейшем египтяне совершенствовали технологию изготовления керамических сосудов и иных изделий; появился гончарный круг, вытеснивший лепную керамику, увеличивалось многообразие форм, техник и росписи керамики.
В первую очередь керамика служила домашней утварью. В глиняных сосудах хранились, приготовлялись и перевозились продукты питания, напитки и масла. К таким предметам относятся многочисленные и разнообразные горшки, кувшины, кружки для пива, формы для выпекания хлеба, жаровни, масляные лампы и тому подобное. Также из керамики изготавливались предметы религиозного культа, сосуды часто являлись частью погребального инвентаря.
В глиняных сосудах египетские жрецы хранили средства, необходимые для бальзамирования, например, опилки, натриевые соли, смолы, льняные ткани, папирусы, инструменты. Такие сосуды бальзамировщиков могли содержать на себе надписи и инструкции, связанные с процессом создания мумии.

## Материалы и технология
Чаще всего египетские мастера использовали два вида глины — нильскую и известняковую. Нильская глина богата оксидами кремния и железа, её можно в изобилии найти по берегам Нила и в пойме. В сыром виде нильская глина варьируется от серого до чёрного цвета, после обжига приобретает красно-коричневый оттенок. В нильской глине часто присутствуют органические (растительные) включения и фитолиты.
Известняковая глина имеет серо-бежевый цвет, после обжига приобретает кремовый оттенок. Эти глины богаты минеральными солями, поэтому поверхность часто покрывается тонким слоем эродированных солей, которые после обжига образуют белый слой, который может быть ошибочно принят за «покрытие».
Сухую глину (в виде комков) измельчали, просеивали, чтобы удалить крупные частицы, например, камешки. Другим способом удаление лишних частиц было промывание глины в воде. Затем мокрую глину размягчали, топча ногами, чтобы превратить её в податливую массу. Формование сосуда происходило различными способами: методом ручной лепки, на ручном гончарном круге, на гончарном круге с ножным приводом, с помощью формы. Хотя гончарный круг позволяет создавать более тонкостенные и симметричные изделия, он, тем не менее, полностью не вытеснил лепную керамику. Новые изобретения скорее расширяли репертуар египетских мастеров, нежели приводили к переходу на новый уровень производства и отказу от более примитивных способов.
Сформированный сосуд сначала сушили на открытом воздухе, затем обжигали. Самым примитивным методом обжига был открытый огонь — сосуд наполняли горючими материалами и помещали в непосредственном контакте с пламенем. Однако уже в Древнем царстве или ещё раньше, в додинастический период, появились печи для обжига керамики. Их конструкция со временем совершенствовалась, позволяя обжигать большое количество изделий за раз, обеспечивать достаточно высокую температуру путем поддува воздуха, не допускать попадания дыма и частиц сгораемого топлива на керамику.

## Украшение
Египетские гончары использовали широкий спектр декоративных техник и мотивов, многие из которых характерны для определенных периодов. Декор мог добавляться на трех этапах: до, во время и после обжига. 
Начиная с додинастического периода гончары добавляли декоративные элементы на стадии формовки, создавая необычные формы или имитируя другие материалы, такие как плетеные изделия, металл, дерево или камень. Элементы либо формировались из куска глины вручную, либо вдавливались в глину, пока она была еще податливой, что часто приводило к тому, что на внутренней стороне сосуда оставались отпечатки пальцев. В фигурных сосудах это часто были части тела человека или животного, лицо бога Беса или богини Хатхор. 
Даже в самой ранней египетской керамике, произведенной на ранней стадии культуры Меримде, встречаются резные украшения, такие как узор «елочка». В этой технике поверхность горшка перед обжигом процарапывали острым инструментом, например веточкой, ножом, гвоздем или ногтем.